# Ring the Alarm
Ring the Alarm ist ein R&B-Song von der amerikanischen Sängerin Beyoncé Knowles aus ihrem zweiten Studioalbum B’Day von 2006.
Der Titel ist ein R&B-Song mit Hip-Hop, Rap, Soul, Funk und Crunk-Elementen. Er wurde von Knowles, Sean Garrett und Swizz Beatz geschrieben und produziert.

## Veröffentlichung und Kritik
Die CD-Single wurde in den USA am 3. Oktober 2006 veröffentlicht, zwei Monate nach Déjà Vu. Eine Remix CD wurde am 17. Oktober 2006 veröffentlicht.
Ring the Alarm wurde von Musikkritikern gemischt aufgenommen. Eb Haynes von Allhiphop bezeichnet den Song als "emotionalen Gangsta-Hip-Hop" mit "unschuldigem R&B-Gesang". The Boston Globes Sarah Rodman bezeichnet den Song als „Hip-Hop-Beyoncé“, die "immer mehr in die Hip-Hop-Richtung geht, dabei aber nicht den R&B vergisst, wofür wahrscheinlich auch ihr Freund und Kollege Jay-Z verantwortlich ist, der ihr nebenbei das Rappen beigebracht hat." Jonah Weiner von Blender schrieb, dass „‚Ring the Alarm‘ nicht zu Beyoncé passt“. Chris Richards von The Washington Post bezeichnet das Lied "als erfolglose Rapversuche. Beyoncé macht immer härtere Lieder, statt die erotischen und romantischen Lieder, die sie am besten singen kann."
Andy Kellman von Allmusic beschreibt das Lied als „Old School-Hip-Hop der frühen 90er“". Norman Mayers von Prefixmag sagte, „das Lied zeigt Frau Knowles’ rockige Seite“.
Beyoncé sang das Lied bei den MTV Video Music Awards 2006 live. Das Lied war bei der 49. Grammy-Verleihung für einen Grammy nominiert.
Ärger ums Coverbild
Auf dem Coverbild zu Ring the Alarm posiert Knowles mit zwei Alligatoren. Ihr wurde vorgeworfen, dass die Alligatoren für das Bild getötet worden seien, was aber nicht nachgewiesen werden konnte. PETA zeigte Knowles an und das Verfahren musste vor Gericht geklärt werden.

## Kommerzieller Erfolg
Ring the Alarm wurde am 23. September 2006 in den USA als zweite Single von B’Day gleichzeitig mit Irreplaceable veröffentlicht. Die Single debütierte auf Platz 12 der Billboard Hot 100, das Lied wurde damit Beyoncés höchstes USA-Debüt in ihrer Karriere. Die Single erreichte am 30. September 2006 Platz 11 der Billboard Hot 100, damit wurde es Knowles’ erste Single, die den Einzug in die Top Ten verpasste. Nur Get Me Bodied platzierte sich mit Platz 68 noch schlechter. Am 13. Januar 2007 kam es noch einmal in der Billboard Hot 100 und erreichte Platz 81 und blieb dann 14 Wochen in den Hot 100, bevor es endgültig aus den US-Charts fiel.
Ring the Alarm erreichte Platz 1 in den Hot Dance Music/Club Play, Hot R&B/Hip-Hop Singles Sales und Hot 100 Singles Sales, Platz 3 in den Hot R&B/Hip-Hop Songs und Platz 7 in den Hot Digital Songs. In den Rhythmic Top 40 erreichte das Lied Platz 21.
International war Ring the Alarm nicht erfolgreich. In Schweden debütierte die Single am 15. Januar 2007 auf Platz 57, eine Woche nachdem es erneut in die Hot 100 kam. Es erreichte Platz 31 als Höchstplatzierung und fiel nach 4 Wochen aus den Charts. In Japan erreichte die Single Platz 16 der Charts.
| ChartsChartplatzierungen       | Höchstplatzierung | Wochen |
| ------------------------------ | ----------------- | ------ |
| Vereinigte Staaten (Billboard) | 11 (14 Wo.)       | 14     |

## Musikvideo
Das Musikvideo zu Ring the Alarm wurde in einer leeren Lagerhalle in Brooklyn, New York City gedreht. Die Dreharbeiten für das Musikvideo dauerten 3 Tage. Das Video interpretiert eine bekannte Szene zum Film Basic Instinct aus dem Jahre 1992. Das Video hatte seine Premiere am 16. August 2006.